# Valle de Zaragoza
Valle de Zaragoza är en ort i Mexiko.   Den ligger i kommunen Valle de Zaragoza och delstaten Chihuahua, i den nordvästra delen av landet, 1 100 km nordväst om huvudstaden Mexico City. Valle de Zaragoza ligger 1 357 meter över havet och antalet invånare är 2 223.
Terrängen runt Valle de Zaragoza är kuperad söderut, men norrut är den platt. Valle de Zaragoza ligger nere i en dal.  Trakten runt Valle de Zaragoza är nära nog obefolkad, med mindre än två invånare per kvadratkilometer. Valle de Zaragoza är det största samhället i trakten. Omgivningarna runt Valle de Zaragoza är i huvudsak ett öppet busklandskap.